# Emesis aurimna
Emesis aurimna är en fjärilsart som beskrevs av Jean Baptiste Boisduval 1870. Emesis aurimna ingår i släktet Emesis och familjen Riodinidae. Inga underarter finns listade i Catalogue of Life.